# Smailholm
Smailholm è un piccolo paese scozzese. Il suo nome deriva dall'inglese antico "smael" "ham". Le principali località per cui è noto questo paese sono la torre di Smailholm ed un laboratorio di ceramiche.

## Galleria d'immagini

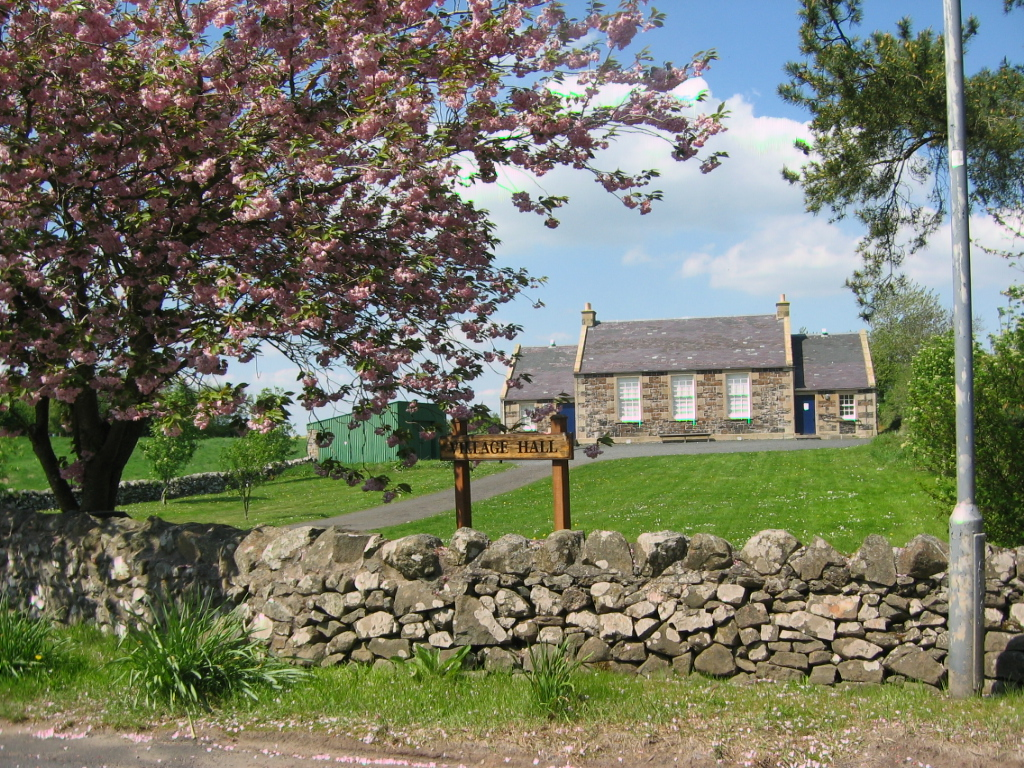
Village hall di Smailholm
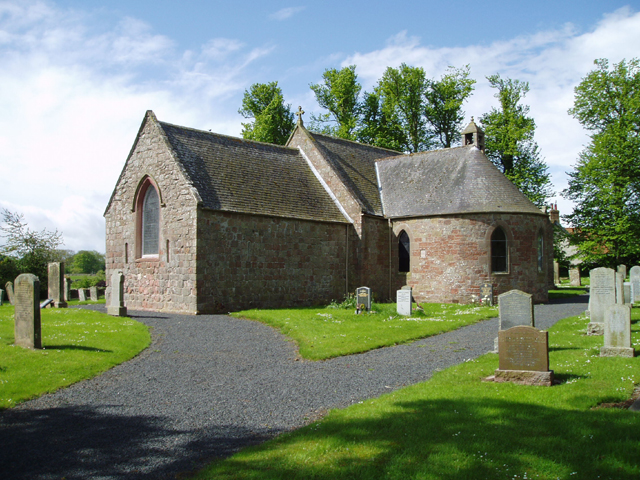
Chiesa di Smailholm
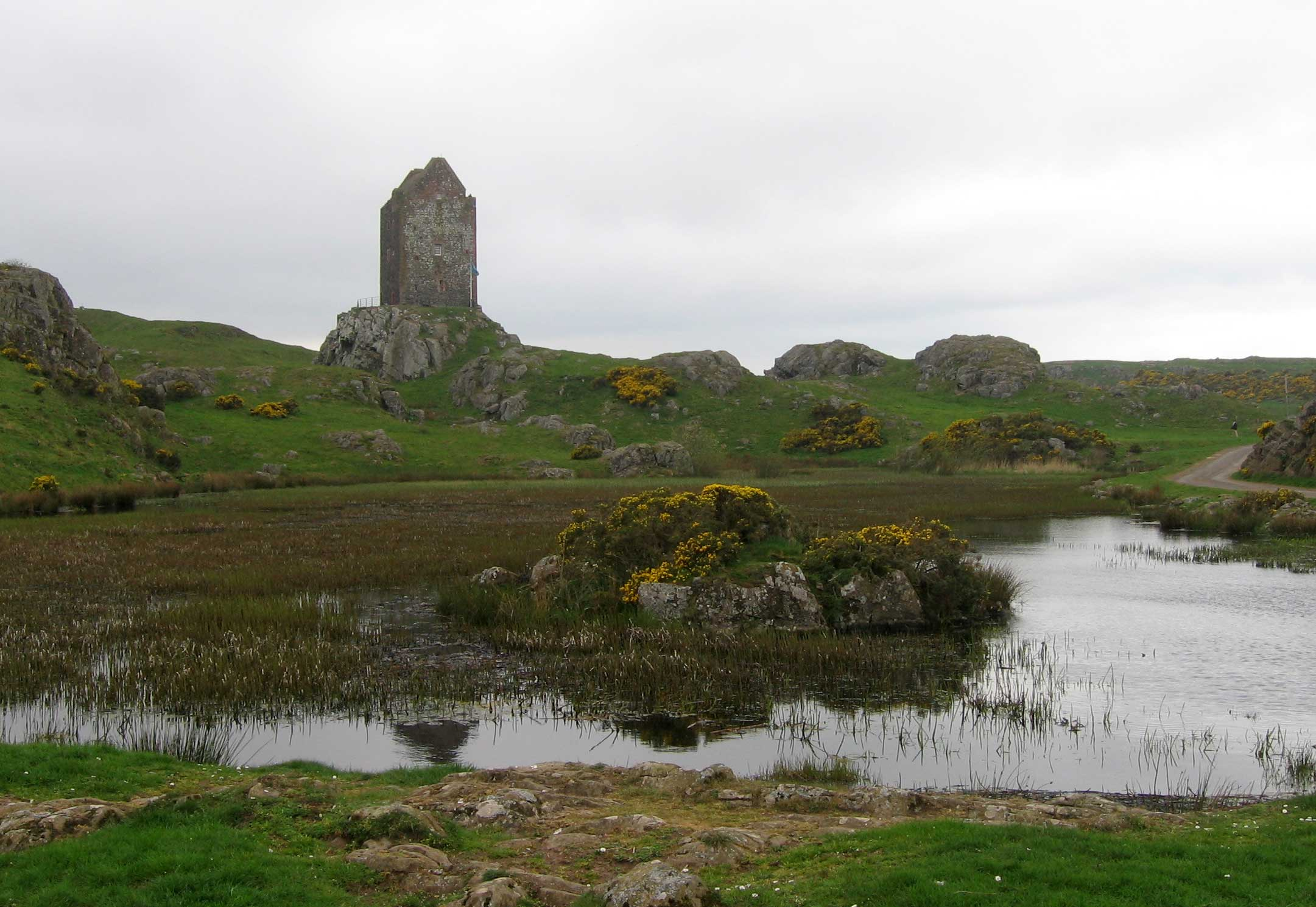
Torre di Smailholm da est